# Faucheaceae
Faucheaceae, porodica crvenih algi, dio reda Rhodymeniales. Postoji devet rodova s ukupno 59 priznatih vrsta

## Rodovi i broj vrsta
1. Cenacrum R.W.Ricker & Kraft, 1979 1
2. Fauchea Montagne & Bory, 1846 2
3. Faucheocolax Setchell, 1923 1
4. Faucheopsis Kylin, 1931 2
5. Gloiocladia J.Agardh, 1842 39
6. Gloiocolax Sparling, 1957 1
7. Gloioderma J.Agardh, 1851 4
8. Leptofauchea Kylin, 1931 10
9. Webervanbossea G.De Toni, 1936 3